# Układ w Wielkim Waradynie

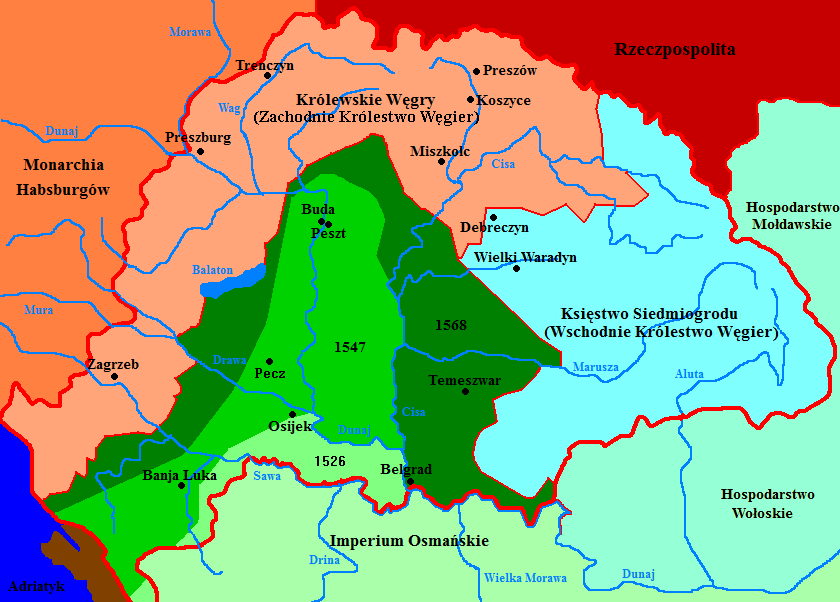
Podział Węgier w XVI wieku

Układ w Wielkim Waradynie − tajne porozumienie pomiędzy dwoma rywalami do korony węgierskiej, Ferdynandem I Habsburgiem i Janem Zápolyą, podpisany w Wielkim Waradynie 24 lutego 1538 roku. W dokumencie tym Ferdynand uznawał Zápolyę za dożywotniego króla Węgier, panującego w ok. ⅔ kraju, w zamian za zapewnienie swojemu rodowi i bezpośrednio sobie następstwa tronu. Część habsburską zwano od tej pory Węgrami Królewskimi, w odróżnieniu od wschodniej, zwanej za Zápolyów Wschodnim Królestwem Węgier, które po roku 1570 przekształciło się w Księstwo Siedmiogrodu.
W dwa lata po zawarciu traktat został złamany, bowiem po śmierci Jana Zápolyi szlachta węgierska obwołała królem jego nowo narodzonego syna, Jana II. Wdowa po Janie, Izabela Jagiellonka, i wspierające ją stronnictwo z Jerzym Utiešenoviciem na czele, odwołali się do pomocy sułtana Sulejmana, który zaangażował się militarnie. W rezultacie kampanii wojennej doszło do podziału Węgier na trzy części: zachodnią habsburską, środkowo-południową osmańską i wschodnią w rękach Jana II.